# Falköpings FK
Falköpings Fotbollsklubb är en fotbollsklubb i Falköping som bildades 1989 då de lokala föreningarna BK Rapid, Falköpings AIK och Falköpings BK valde att gå samman i en gemensam förening under namnet F/F/R (FAIK/FBK/Rapid). Det var först ett år senare, 1990, som namnet Falköpings FK antogs. Föreningen har sedan starten haft en fin ungdomsverksamhet som bland annat har fostrat Jonas Lindberg och Stefan Takac (allsvensk i Västra Frölunda IF). Föreningen har alltid bedrivit verksamhet för pojkar och herrar men har också under perioder haft såväl flick- som damlag. I dagsläget (2025) har föreningen ingen renodlad flick- eller damverksamhet men i de yngsta ungdomslagen finns såväl flickor som pojkar.  
Seniorverksamheten bedrivs på den kommunala idrottsarenan Odenplan som man delar med damfotbollsföreningen Falköpings KIK och lokalrivalen IFK Falköping. Föreningens klubbhus och kansli, FFK-huset, ligger blott ett stenkast ifrån Odenplan. Under de senaste åren har föreningen rustat upp klubbhuset och bl.a. byggt ett föreningsgym i lokalen. FFK bedriver sin ungdomsverksamhet på den egna anläggningen Falevi, i industriområdet med samma namn i västra Falköping, där det finns en fullstor elvamannaplan och en sjumannaplan. Föreningen har under de senaste åren rustat upp anläggningen med bl.a. renoverade omklädningsrum.  
Föreningens representationslag har sedan bildandet spelat i antingen Division 4 eller Division 5. 2010 vann laget fyran och gick för första gången någonsin upp i Division 3. Det blev dock enbart en säsong då man åkte ut i nedflyttningskvalet efter att bl.a. ha förlorat mot lokalrivalen IFK Falköping inför drygt 800 åskådare, ett IFK som då istället vann gruppen och gick upp i trean. Säsongen 2015 liksom säsongen 2016 slutade man på tredje plats och fick kvala till Division 3 men man lyckades inte i något av kvalen. Säsongen 2018 slutade laget på tionde plats och fick kvala för att hålla sig kvar i Division 4. I kvalgruppen, som innehöll Bergdalens IK och Trollhättans Syrianska FK, tog man full pott och fick behålla sin plats i serien även kommande säsong. Säsongen 2020 slutade laget på en elfte plats vilket innebar direkt nedflyttning till Division 5. Säsongen 2023 gjorde laget comeback i Division 4 efter att ha vunnit femman året innan. Under säsongen ställdes man för första gången sedan kvalet 2011 mot IFK Falköping. Hemmamötet lockade drygt 800 åskådare och bortamötet 600 åskådare. Comebacken i fyran blev inte vad man hade hoppats på då laget hamnade på negativ kvalplats och sedan inte lyckades klara sig kvar. Återtåget till Division 4 skulle dock bara dröja en säsong då man direkt vann femman och säsongen 2025 är laget tillbaka i Division 4.  
Föreningen arrangerar sedan 2021 varje höst en spökvandring på Mösseberg som har varit en succé och årligen lockat runt 3000 besökare.

## Serier
| Säsong | Nivå   | Division   | Sektion                   | Position | Förflyttning        |
| ------ | ------ | ---------- | ------------------------- | -------- | ------------------- |
| 2008   | Nivå 6 | Division 4 | Västra Götaland Norra     | 6        |                     |
| 2009   | Nivå 6 | Division 4 | Västra Götaland Norra     | 4        |                     |
| 2010   | Nivå 6 | Division 4 | Västra Götaland Norra     | 1        | Uppflyttning        |
| 2011   | Nivå 5 | Division 3 | Mellersta Götaland        | 9        | Nedflyttning (kval) |
| 2012   | Nivå 6 | Division 4 | Västra Götaland Norra     | 4        |                     |
| 2013   | Nivå 6 | Division 4 | Västra Götaland Norra     | 5        |                     |
| 2014   | Nivå 6 | Division 4 | Västra Götaland Norra     | 9        |                     |
| 2015   | Nivå 6 | Division 4 | Västra Götaland Norra     | 3        | Uppflyttningskval   |
| 2016   | Nivå 6 | Division 4 | Västra Götaland Norra     | 3        | Uppflyttningskval   |
| 2017   | Nivå 6 | Division 4 | Västra Götaland Norra     | 5        |                     |
| 2018   | Nivå 6 | Division 4 | Västra Götaland Norra     | 10       | Nedflyttningskval   |
| 2019   | Nivå 6 | Division 4 | Västra Götaland Norra     | 9        |                     |
| 2020   | Nivå 6 | Division 4 | Västra Götaland Norra     | 11       | Nedflyttning        |
| 2021   | Nivå 7 | Division 5 | Västra Götaland Mellersta | 8        |                     |
| 2022   | Nivå 7 | Division 5 | Västra Götaland Östra     | 1        | Uppflyttning        |
| 2023   | Nivå 6 | Division 4 | Västra Götaland Östra     | 10       | Nedflyttning (kval) |
| 2024   | Nivå 7 | Division 5 | Västra Götaland Östra     | 1        | Uppflyttning        |
| 2025   | Nivå 6 | Division 4 | Västra Götaland Östra     | -        |                     |